# Lévignac-de-Guyenne
Lévignac-de-Guyenne (okzitanisch: Levinhac de Guiana) ist eine französische Gemeinde mit 678 Einwohnern (Stand: 1. Januar 2022) im Département Lot-et-Garonne in der Region Nouvelle-Aquitaine. Sie gehört zum Arrondissement Marmande und zum Kanton Les Coteaux de Guyenne. Die Einwohner werden Lévignacais genannt.

## Geographie
Lévignac-de-Guyenne liegt rund 15 Kilometer nordnordöstlich von Marmande. Nachbargemeinden von Lévignac-de-Guyenne sind Saint-Pierre-sur-Dropt im Norden, Monteton im Osten, Caubon-Saint-Sauveur im Süden, Saint-Géraud im Westen sowie Taillecavat im Nordwesten.

## Geschichte
Die Bastide wurde 1305 gegründet.

### Bevölkerungsentwicklung
| Jahr                       | 1962 | 1968 | 1975 | 1982 | 1990 | 1999 | 2006 | 2018 |
| Einwohner                  | 816  | 726  | 665  | 631  | 652  | 651  | 629  | 683  |
| Quellen: Cassini und INSEE |      |      |      |      |      |      |      |      |

## Sehenswürdigkeiten
- Kirche Saint-Pierre aus dem 19. Jahrhundert
- Kirche Sainte-Croix aus dem 13. Jahrhundert

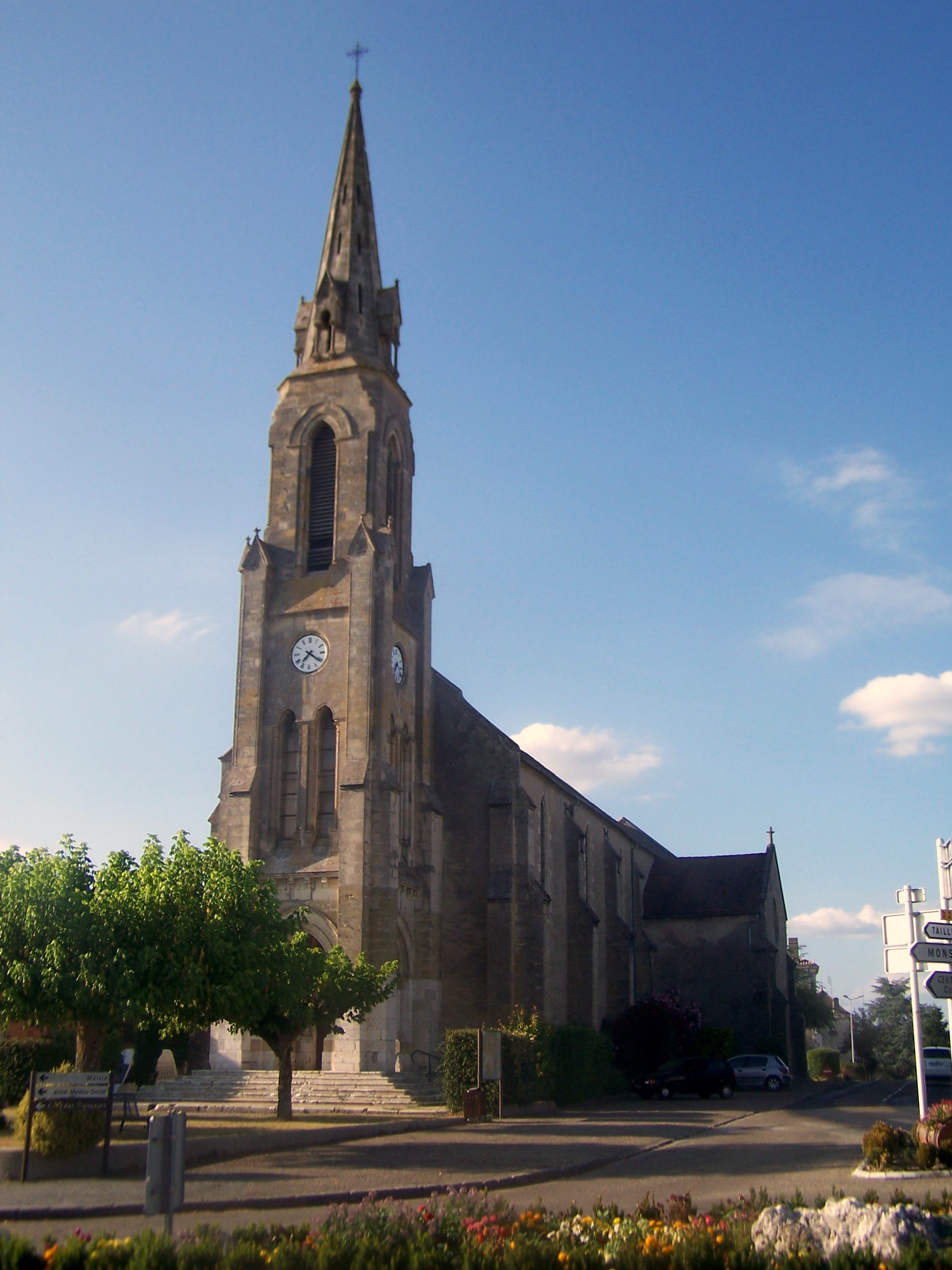
Kirche Saint-Pierre
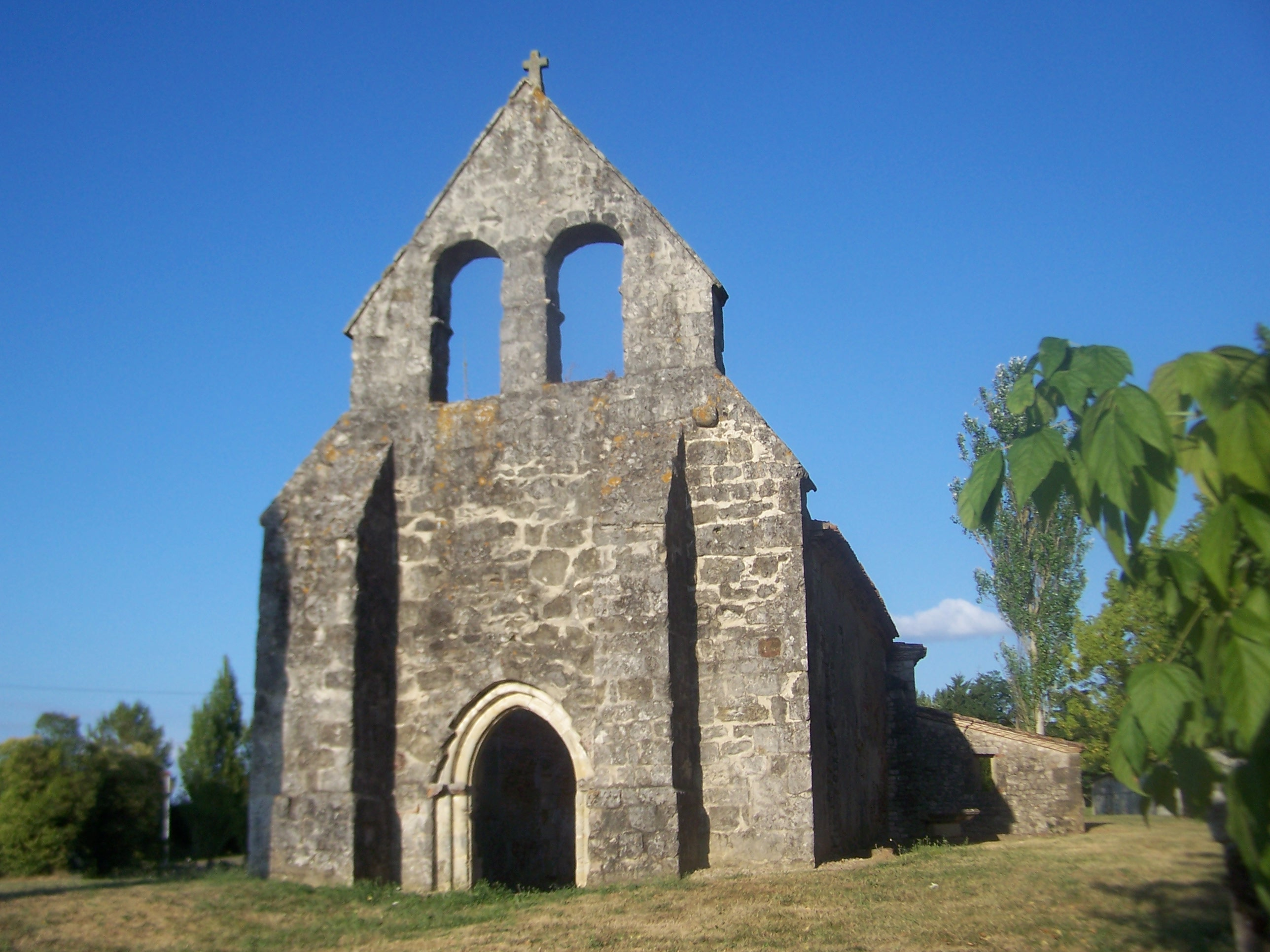
Kirche Sainte-Croix

## Persönlichkeiten
- Léo Melliet (1843–1909), Politiker und Kommunarde